# Robert Müller (Politiker, 1872)
Robert Müller (* 3. Januar 1872 in Mocker, Landkreis Thorn; † nach 1932) war ein deutscher Verwaltungsbeamter und Politiker (DNVP).

## Leben
Nach dem Besuch der Volksschule und der Bürgerschule leistete Müller Wehrdienst in der Preußischen Armee. Von 1914 bis 1918 nahm er als Oberleutnant der Landwehr am Ersten Weltkrieg teil. Während des Krieges wurde er mit dem Eisernen Kreuz I. Klasse und mit dem Österreichischen Verdienstkreuz mit der Krone ausgezeichnet. Nach dem Krieg schlug er als Militäranwärter eine Beamtenlaufbahn ein und war als Präsidialoberinspektor beim Oberpräsidium der Regierung von Ostpreußen in Königsberg tätig.
Müller trat während der Zeit der Weimarer Republik in die Deutschnationale Volkspartei (DNVP) ein. Im Dezember 1924 wurde er als Abgeordneter in den Preußischen Landtag gewählt, dem er bis 1932 angehörte. Im Parlament vertrat er den Wahlkreis 1 (Ostpreußen).